# Óscar Latas Alegre
Óscar Latas Alegre (Sabiñánigo, 1968) és un escriptor en aragonès. És llicenciat en geografia i història i diplomat en magisteri a la Universitat de Saragossa. És membre del Consello d'a Fabla Aragonesa.
En l'actualitat treballa com a tècnic de cultura de la Comarca Alt Gállego.

## Obra
Ha escrit llibres de poemes amb elements ansotans. La seva obra Chuegos florals. Repuis d'asperanza y malinconía va rebre el premi Arnal Cavero atorgat pel Govern d'Aragó en la seva edició del 2011. La seva obra més important és la novel·la Petalos de febrero en Bordeus (2007) i també és autor de narracions breus.
Com a assagista ha publicat nombrosos articles en les revistes Alazet, Fuellas, Luenga e Fablas i Rolde, sobre la història de l'aragonès: Enrebesatos istoricos d'o toponimo Samianigo (1999), Tres nuebos poemas de Cleto Torrodellas (2000), Clases de aragonés en a Unibersidá de Barzelona: Odón Apraiz, 1933 (2000), Joaquín Costa e a Pastorada de Capella (2001), R. Mª Azkue e l'aragonés en 1930: literatura popular chesa e o bocabulario ansotano d'Aznárez (2004), Os bocables recullitos por J. Saroïhandy en Zanui (2005), Bocabulario de pastors sobrarbencos, seguntes A. Schmitt (2006), Bozes de Torla, seguntes l'Atlas Linguistique et Ethnographique de la Gascogne (2007), Un villancico en aragonés del siglo XVII: «Escuchen al montañés», de Francisco Solana (2010), Cartas d'Antoni Maria Badia i Margarit con Veremundo Méndez Coarasa (2010), Los inicios de la dialectología aragonesa: la relación epistolar entre Joaquín Costa y Jean-Joseph Saroïhandy (2013) o Los primeros estudios desde Cataluña sobre el aragonés (2014).

## Publicacions

### Poesies
- Berari (2003)
- Sísolas (2004)
- Ortensia de Chudas (2005)
- Postaletas (2009)
- Ya s'ha dispertato Guara (2009)

### Assaig
- Los orígenes de Sabiñánigo (1893-1932), Ayuntamiento de Sabiñánigo-Instituto de Estudios Altoaragoneses, 1996
- Guía del Museo Angel Orensanz y Artes de Serrablo, Ayuntamiento de Sabiñánigo-Instituto de Estudios Altoaragoneses, 1998
- Guía turistica de Serrablo (Ó. Latas & Chusé Miguel Navarro), Prames, 1999
- Misión lingüística en el Alto Aragón, de Jean-Joseph Saroïhandy, Xordica-Prensas Universitarias de Zaragoza, 2005
- Modismos Dialectales de Calatayud, Consello d'a Fabla Aragonesa, 2007
- Foratata. Antolochía de testos en aragonés de l'Alto Galligo (Ó. Latas & F. Nagore, editors), Consello d'a Fabla Aragonesa, 2007
- Informes sobre el aragonés y el catalán de Aragón (1898-1916) de Jean-Joseph Saroïhandy, Aladrada-Prensas Universitarias de Zaragoza-Gobierno de Aragón, 2009
- José Pardo Asso (Ó. Latas & Chaime Marcuello), Aladrada-Instituto de Estudios Altoaragoneses, 2015
- Encuestas lingüísticas en el Alto Aragón (1922), de Josep Maria de Casacuberta, Aladrada-Institut d'Estudis Catalans, 2015
- El aragonés a principios del siglo XX: la Oficina Romànica, Consello d'a Fabla Aragonesa-Instituto de Estudios Altoaragoneses, 2018
- Cómo se cazan las palabras. Artículos sobre el aragonés (1935-1958) de William Dennis Elcock, Aladrada, 2018
- Diccionario de voces aragonesas de María Josefa Massanés Dalmau (Ó. Latas & María Pilar Benítez Marco), Rolde de Estudios Aragoneses, 2018
- Recosiros. Biblioteca de autores en aragonés, Rolde O Caxico, 2019
- Arquimesa Poesía en aragonés escrita por mujeres 1650-2019 (Ó. Latas & Ángeles Ciprés Palacín, editores), Olifante. Ediciones de poesía, 2019.
- Disertación acerca de la lengua aragonesa. Un texto filológico inédito del siglo XVIII (Ó. Latas & Antonio Pérez Lasheras), Aladrada, 2020
- Precursores en la Enseñanza Superior de la lengua aragonesa. Apuntes para su centenario, Aladrada-Cátedra Johan Ferrández d'Heredia, 2020
- Las pastoradas aragonesas de Yebra de Basa en el siglo XIX, Amigos de Serrablo, 2021

### Novel·la
- Petalos de febero en Bordeus (2007)
- Chuegos florals. Repuis d'asperanza y malinconía (2012).[2]